# 술탄 아흐메트 모스크

술탄 아흐메트 모스크(튀르키예어: Sultan Ahmet Camii)는 튀르키예의 이스탄불에 있는 대표적인 모스크로, 세계문화유산인 이스탄불 역사지구의 유서깊은 건축물 가운데 하나이다. 술탄 아흐메드 사원이라고도 한다. 오스만 제국의 제14대 술탄 아흐메트 1세의 명령에 따라 1609년부터 착공에 들어가 7년이란 공사기간 끝에 1616년에 완성되었다. 세계에서 가장 아름다운 모스크라는 평가를 받고 있다. 모스크 안 벽면을 온통 뒤덮은 푸른빛을 띠는 도자기 타일 때문에 블루 모스크라는 애칭으로 널리 알려져 있다.

## 구조
하기아 소피아에서 불과 도보로 5분 거리에 위치한 술탄 아흐메트 모스크는 가운데 커다란 돔에 수많은 작은 돔을 얹은 형태로 구성되어 안정감을 주고 있으며 수많은 기둥이 받치는 각각의 아치 위에 작은 돔이 둥글게 솟았고, 4단을 이루며 돔 숫자는 점점 작아지다가 마지막 거대한 중앙 돔에 이른다. 직경 23.5m의 거대한 중앙 돔은 작은 네 개의 돔이 받치고 있다. 돔 주변에는 수많은 창을 내어 자연의 빛이 내부로 비치게 했다. 돔 위에는 황금색 장식을 달았고 맨 꼭대기에는 이슬람을 상징하는 별과 초승달을 얹었다. 모스크의 안뜰 가운데는 샤드르반이라는 분수대가 있고 사원 옆에는 신자들이 기도 전에 손발을 닦는 수도 시설인 육각형 모양의 세정소가 있다. 지금은 밀려드는 신자들을 위해 정원 바깥에 따로 대규모 세정시설을 마련해놓았기 때문에 이 세정소는 오늘날 쓰이지 않는다. 오스만 제국 때의 모스크는 신학교, 목욕탕, 시장, 병원 등 사회 시설을 주변에 다 갖추고 있었는데, 이런 시설을 퀼리예라고 부른다. 술탄 아흐메트 모스크도 이 같은 복합 시설을 갖춘 모스크였다. 이 모스크는 전 세계에서 여섯 개의 미나렛을 갖고 있는 유일한 모스크로 오스만 제국 술탄은 매주 금요일 이곳에서 예배를 보았다. 술탄 아흐메트 모스크는 크고 작은 돔의 균형과 모스크 양쪽에 쭉 뻗어 세워진 미나렛으로 장관을 이루고 있다. 또한 모두 다섯 개의 문이 있는데 이중 모스크의 정면으로 들어가는 문은 세 개로 이 남쪽 문을 통해 들어갈 수 있다. 모스크 내부는 약 2만 1,000개에 달하는 파란색의 이즈닉 타일과 푸른빛의 260개 유리창으로 장식되어 있는데, 서양 사람들은 발음하기 어려운 술탄 아흐메트 모스크로 부르기보다는 파란색의 타일이 많은 사원이라 하여 ‘블루 모스크’라 부른다.
모스크의 가장 아름다운 부분인 2층 회랑은 현재 방문이 금지되어 있다. 내부에 있는 거대한 돔은 네 개의 거대한 기둥에 의해 떠받쳐지고 있다. 돔의 하중을 견딜 수 있도록 육중하게 만들어진 이 기둥은 직경이 5m가 넘어 일명 코끼리의 다리라고 불린다. 하얀 대리석으로 만들어진 모스크의 설교단(민바르)에는 아라베스크 문양이 정교하게 새겨져 있다. 이 설교단을 중심으로 왼쪽에는 술탄의 전용 기도실이 있다. 여름에는 모스크의 내부를 아름답게 밝혀주는 조명이 켜진다.
술탄 아흐메트 모스크의 바로 북쪽 자리에 히포드롬이라 불리는 고대 동로마 제국의 경기장이 있다. 오스만 제국의 술탄들도 이곳을 말의 광장이라는 뜻의 아트 메이다느라고 불렀다. 히포드롬에는 과거의 웅대한 모습은 다 사라지고 고대 이집트의 오벨리스크, 청동 뱀 기둥, 유스티니아누스 기념탑 등 세 개의 기념물이 독일이 만들어 기증한 분수대와 함께 남아 있다.

## 같이 보기
- 샤 모스크